# Karl Tjälfvesson (Fånöätten)
Karl Tjälfvesson var en medeltida svensk storman, omnämnd som levande 1274, bosatt på Fånö. Han var gift med Ingegärd Filipsdotter (Aspenäsätten), dotterdotter till jarlen Birger brosas son Knut jarl.

## Biografi
Tjälfvessons sigill utgjordes av ett dubbelt kors mellan en halvmåne och ett hjorthorn, känt från hans tillkännagivande i Sigtuna 1274. 
Vid sitt gifte med Ingegärd Filipsdotter (Aspenäsätten) gifte han in sig i Aspenäsätten, vars vapen, den så kallade  lejonörnen, några, men inte alla, senare medlemmar av Fånöätten förde.
Han var möjligen släkt med Ragne Stallare, nämnd som stallmästaren Ragni 1274. Ragne bevittnade dokumentet när Karl Tjälfvesson tillkännager att han med sina barns samtycke givit Sko kloster sitt gods Salsta (Skoklosters socken), omfattande 2 markland, i utbyte mot dess gård ”Haraby” (förmodligen Hårby, Husby-Sjutolfts socken), omfattande 21 öresland. 
Barn:
1. En av Karl Tjälfvesson och Ingegärd Filipsdotters döttrar med okänt namn var gift med Johan Elofsson av (Elofssönernas ätt).
2. En annan dotter med okänt namn var mor till ärkebiskopen Peter Filipsson.
3. En namngiven dotter, Ingeborg Karlsdotter (Fånöätten) bevittnade 1274 faderns godsbyten, och det har föreslagits att hon var gift med Filip Finvidsson (Rumbyätten).
4. Deras son Peter Karlsson förde faderns vapen omvänt, med hjorthornet i höger fält och den avtagande månen i vänster fält. Peter Karlsson  testamenterar på sitt yttersta den 22 januari 1284 penningar till predikarbröderna i Sigtuna, där han väljer sin lägerstad.
5. Sonen Jon, eller Johan Karlsson till Fånö  tog upp sin mors vapen, med färgbyte på skölden; I rött en lejonörn av guld.[2] Johan Karlsson var riksråd och bosatt på Fånö, men hamnade som medlem i folkungaupproret i opposition till Magnus Ladulås och avrättades 1280. Johan Karlsson var gift med ärkebiskop Folke Johansson (Ängel)s systerdotter Ragnhild Erlandsdotter (Finstaätten), och skall ha haft minst en son:
  1. Folke Johansson (död troligen 1313,före 1314), riddare och riksråd. Han blev riddare något av åren 1298–1305. Enligt Erikskrönikan fick Folke Jonsson uppgiften att meddela Tyrgils Knutsson om att han skulle avrättas. Folke Jonsson hade sönerna:
    1. Birger Folkesson, nämnd när han till ärkebiskop Olof säljer mark i Flottsund [3] dog ogift (barnlös?).[4]
    2. Johan Folkesson till Fånö, kanik i Uppsala 1322, död 1335 eller 1336. Han skall ha ärvts av släktingar på mödernet, bland andra Lars Ulfsson (Ama), och ärkebiskopen Peter Filipsson, dotterson till Karl Tjälfvesson.[5][6], löste till sig egendomarna, när han hävdade att han var närmaste arvinge.

Ätten dog troligen ut på 1330-talet med Johan Folkesson.